# Adonea algerica
Adonea algerica is een spinnensoort uit de familie van de fluweelspinnen (Eresidae).
De wetenschappelijke naam van de soort werd als Eresus algericus in 2004 gepubliceerd door El-Hennawy.